# Ilex teratopis
Ilex teratopis är en järneksväxtart som beskrevs av Ludwig Eduard Loesener. Ilex teratopis ingår i släktet järnekar, och familjen järneksväxter. Inga underarter finns listade i Catalogue of Life.